# Valentin Stilu
Valentin Stilu (* 25. Juni 1975 in Hamburg) ist ein deutscher Werbe-, Hörspiel- und Synchronsprecher und Komponist sowie Musikproduzent.

## Leben
Stilu kam 1975 in Hamburg auf die Welt und lebt derzeit in Berlin. Er besitzt eine dynamische Stimme mit Wiedererkennungswert und sprach beispielsweise Werbespots für Nike und Mezzo Mix.

## Auszug Synchronrollen
- 2013: Brandon Jones in Victorious
- 2014: Dave Franco in Bad Neighbors
- 2014: Josh Segarra in Sirens, Chicago PD
- 2016–2018: Tobie Windham in Schreck-Attack
- 2016–2019: Nick Sagar in Shadowhunters und Queen of the South
- 2017: Riz Ahmed / Orson Mochizuki / Pedro Morillo Jr. in Girls
- 2018: Ben Schwartz in Der Jahrestag
- 2018: Adam Scott in Party Down
- 2019: Rinal Mukhametov in Coma
- 2021: Adeel Akhtar in Rote Robin

## Hörspiele
- 2009: Die Feriendetektive
- 2014–2015: Glashaus